# Хомоцистинурија
Хомоцистинурија или хомоцистеинурија је ретка болест, узрокована урођеном грешком метаболизма.

## Етимологија
Хомоцистинурија своје име дугује главном знаку присуству аминокиселине хомоцистеин у мокраћи.
Хомоцистинурија је такође позната као хомоцистеинемија. Ова реч такође идентификује важан знак ове болести: патолошки ниво хомоцистеина у крви. У овом случају, међутим, патолошки подаци су заправо хиперхомоцистеинемија.

## Епидемиологија
Преваленција хомоцитинурије на глобалном нивоу се процењује на 1 случај на 335.000 становника, али вредност увелико варира у зависности од земље. Мушкарци и жене су подједнако погођени хомоцитинуријом.

## Етиологија
Класични облик хомоцистинурије је последица недостатка цистатионин бета-синтеазе у телу, у чијој основи је генетска етиологија са аутозомно рецесивном трансмисијом. Хетерозиготност такође постоји због недостатка ензима или полиморфизма ензима метилентетрафолат редуктазе, уз истовремени релативни недостатак фолата.
Неколико коензима је укључено у процес, међу којима је важан пиридоксал фосфат, који се сразлогом користи у терапији.
Недостатак витамина Б 12 такође узрокује повећање хомоцистеина у метаболичког циклуса. У овим случајевима говоримо о благој хомоцистинурији.

## Класификација
Уочавају се три облика хомоцистинурије.
Тип 1
Код овог типа болести, који је позната и као класична хомоцистинурија, у основи је најчешће урођена грешка укључује метаболизам метионина, због недостатка бета цистатионин синтазе.   У овом случају пацијент реагује на високе дозе витамина Б6 и имају блажу клиничку слику од оних који не реагују на такву терапију.  Деца захваћена овим обликом су нормална при рођењу и имају прве, неспецифичне манифестације током раног детињства. Дијагноза се обично поставља у доби од око 3 године, када се појави сублуксација очног сочива ( ектопија сочива) , што узрокује тешку миопију и иридодонезу  и могуће одвајање мрежњаче. 
Тип 2
Код овог типа у чијој је основи недостатак у формирању метилкобаламина, постоји најмање пет различитих дефеката у интрацелуларном метаболизму кобаламина који могу ометати стварање метилкобаламина. Међутим, клиничке манифестације су сличне код свих пацијената: повраћање, губитак апетита, летаргија , одложен психомоторни развој.
Тип 3
Овај тип настаје због недостатка метилентетрахидрофолат редуктазе (МТХФР), који се назива и АЛС2. Озбиљност се значајно разликује у зависности од старости у којој је болест дијагностикована. У неонаталном периоду , потпуно одсуство активности ензима доводи до епизода неонаталне апнеје и миоклоничних конвулзија које могу брзо довести до коме и смрти. Парцијални дефицит може бити изражен са хроничнијом клиничком сликом, са менталном ретардацијом , конвулзијама, микроцефалијом, спастичношћу. Лечење је рано са бетаином. Најтежи облици се јављају у одраслом добу и могу довести до менталне регресије, атаксије и, чешће, делимичне или потпуне парализе са органским психијатријским поремећајима који могу бити повезани са озбиљним цереброваскуларним незгодама. У 70% случајева прогноза је лоша  .

## Клиничка слика
Клинички симптоми и знаци укључују:
- одложен развој,
- остеопорозу,
- неразвијеност,
- масну јетру,
- миопију,
- глауком,
- ектопију сочива,
- одвајање мрежњаче,
- арахнодактилију.

## Дијагноза
Термин хомоцистинурија описује повећано излучивање тиол аминокиселине хомоцистеин у урину (и узгред, такође повећану концентрацију у плазми). Извор овог повећања може бити један од многих метаболичких фактора, од којих је само један недостатак ЦБС-а. Други укључују дефекте реметилације (дефекти кобаламина, недостатак метионин синтазе, МТХФР) и недостатке витамина укључујући рибофлавин (витамин Б2), пиридоксал фосфат (витамин Б6), фолат (витамин Б9) и кобаламин (витамин Б12). У светлу овога, потребан је комбиновани приступ лабораторијској дијагнози да би се постигла диференцијална дијагноза.
Недостатак ЦБС-а може се дијагностиковати рутинском метаболичком биохемијом. Генетско тестирање се може користити за скрининг на познате СНП (мутације). У првом случају, анализа аминокиселина у плазми или урину ће често показати повишење метионина и присуство хомоцистеина. Многи програми неонаталног скрининга укључују метионин као метаболит. Поремећај се може разликовати од дефекта реметилације (нпр.  недостатка метионин синтазе или дефеката кобаламина) уместо повишене концентрације метионина.  Поред тога, анализа органске киселине или квантитативно одређивање метилмалонске киселине требало би да помогне да се искључе дефекти кобаламина (витамина Б12) и недостатак витамина Б12 дајући диференцијалну дијагнозу. 
Сама лабораторијска анализа хомоцистеина је компликована јер се већина хомоцистеина (могуће изнад 85%) везује за друге тиол амино киселине и протеине у облику дисулфида (нпр. цистеин у цистин-хомоцистеину, хомоцистеин у хомоцистеин-хомоцистеин бос) Пошто је као равнотежни процес пропорција слободног хомоцистеина променљива, права вредност укупног хомоцистеина (слободан + везани) је корисна за потврђивање дијагнозе, а посебно за праћење ефикасности лечења. У том циљу је мудро извршити анализу тоталног хомоциста(е)ина у којој су све дисулфидне везе подложне редукцији пре анализе, традиционално помоћу ХПЛЦ након дериватизације са флуоресцентним агенсом, чиме се даје прави одраз количине хомоцистеина у узорку плазме. 

## Терапија
Циљ терапије је постизање нивоа хомоцистеина испод 40 микромол /л.
Код типа 1, лечење је пиридоксином (витамин Б6), који је фикасан  у 50% случајева у дози до 1 г/дан у комбинацији са фолном киселином (10 мг/дан). Ако нема одговора, потребно је започети дијету са ниским садржајем протеина и лечење бетаином (100 мг/кг/дан).